# New York Knicks 1952-1953
La stagione 1952-53 dei New York Knicks fu la 7ª nella NBA per la franchigia.
I New York Knicks vinsero la Eastern Division con un record di 47-23. Nei play-off vinsero nella semifinale di division con i Baltimore Bullets (2-0), la finale di division con i Boston Celtics (3-1), perdendo poi la finale NBA con i Minneapolis Lakers (4-1).

## Classifica
| Squadra            | V  | P  | %    | GB   |
| ------------------ | -- | -- | ---- | ---- |
| N.Y. Knicks        | 47 | 23 | 67,1 | -    |
| Syracuse Nationals | 47 | 24 | 66,2 | 0,5  |
| Boston Celtics     | 46 | 25 | 64,8 | 1,5  |
| Baltimore Bullets  | 16 | 54 | 22,9 | 31   |
| Philad. Warriors   | 12 | 57 | 17,4 | 34,5 |

## Roster
| \| Pos. \| Num. \| Naz. \| Nome \| Altezza \| Peso \| Data nascita \| Provenienza \| \| ---- \| ----- \| ---- \| ----------------- \| ------- \| ------ \| ------------ \| -------------------- \| \| A \| 12 \| \| Boryla, Vince \| 196 cm \| 95 kg \| 11-03-1927 \| Denver \| \| G/AP \| 4 \| \| Braun, Carl \| 196 cm \| 82 kg \| 25-09-1927 \| Colgate \| \| G \| \| \| Bunt, Dick \| 183 cm \| 77 kg \| 13-07-1929 \| New York \| \| A/C \| 8 \| \| Clifton, Nat \| 198 cm \| 100 kg \| 13-10-1922 \| Xavier-Louisiana \| \| G/AP \| \| \| Fleishman, Jerry \| 188 cm \| 86 kg \| 14-02-1922 \| New York \| \| A/C \| 11 \| \| Gallatin, Harry \| 198 cm \| 95 kg \| 26-04-1927 \| Truman State \| \| G \| 7 \| \| Lumpp, Ray \| 185 cm \| 81 kg \| 11-07-1923 \| New York \| \| G \| 15 \| \| McGuire, Al \| 183 cm \| 82 kg \| 07-09-1926 \| St. John's \| \| A \| 16 \| \| McGuire, Dick \| 188 cm \| 82 kg \| 25-01-1928 \| St. John's \| \| A/C \| 6 \| \| Polson, Ralph \| 201 cm \| 91 kg \| 26-10-1929 \| Whitworth Pirates \| \| G \| \| \| Raiken, Sherwin \| 188 cm \| 84 kg \| 29-10-1928 \| Villanova \| \| A/C \| 18 \| \| Simmons, Connie \| 203 cm \| 101 kg \| 15-03-1925 \| Flushing High School \| \| A \| 14-17 \| \| Surhoff, Dick \| 193 cm \| 95 kg \| 16-11-1929 \| Long Island \| \| G/AP \| 9 \| \| Vandeweghe, Ernie \| 191 cm \| 88 kg \| 12-09-1928 \| Colgate \| \| G/AP \| 10 \| \| Zaslofsky, Max \| 188 cm \| 77 kg \| 07-12-1925 \| St. John's \| | Allenatore - Joe Lapchick Legenda - (C) Capitano - (FA) Free agent - (S) Sospeso - (TW) Contratto Two-way - (GL) Assegnato a squadra G League affiliata - Infortunato Roster • Transazioni · Ultima transazione: 24 aprile 1953 |                        |                   |         |        |              |                      |
| Pos. | Num. | Naz.                   | Nome              | Altezza | Peso   | Data nascita | Provenienza          |
| A | 12 | Stati Uniti (bandiera) | Boryla, Vince     | 196 cm  | 95 kg  | 11-03-1927   | Denver               |
| G/AP | 4 | Stati Uniti (bandiera) | Braun, Carl       | 196 cm  | 82 kg  | 25-09-1927   | Colgate              |
| G | | Stati Uniti (bandiera) | Bunt, Dick        | 183 cm  | 77 kg  | 13-07-1929   | New York             |
| A/C | 8 | Stati Uniti (bandiera) | Clifton, Nat      | 198 cm  | 100 kg | 13-10-1922   | Xavier-Louisiana     |
| G/AP | | Stati Uniti (bandiera) | Fleishman, Jerry  | 188 cm  | 86 kg  | 14-02-1922   | New York             |
| A/C | 11 | Stati Uniti (bandiera) | Gallatin, Harry   | 198 cm  | 95 kg  | 26-04-1927   | Truman State         |
| G | 7 | Stati Uniti (bandiera) | Lumpp, Ray        | 185 cm  | 81 kg  | 11-07-1923   | New York             |
| G | 15 | Stati Uniti (bandiera) | McGuire, Al       | 183 cm  | 82 kg  | 07-09-1926   | St. John's           |
| A | 16 | Stati Uniti (bandiera) | McGuire, Dick     | 188 cm  | 82 kg  | 25-01-1928   | St. John's           |
| A/C | 6 | Stati Uniti (bandiera) | Polson, Ralph     | 201 cm  | 91 kg  | 26-10-1929   | Whitworth Pirates    |
| G | | Stati Uniti (bandiera) | Raiken, Sherwin   | 188 cm  | 84 kg  | 29-10-1928   | Villanova            |
| A/C | 18 | Stati Uniti (bandiera) | Simmons, Connie   | 203 cm  | 101 kg | 15-03-1925   | Flushing High School |
| A | 14-17 | Stati Uniti (bandiera) | Surhoff, Dick     | 193 cm  | 95 kg  | 16-11-1929   | Long Island          |
| G/AP | 9 | Canada (bandiera)      | Vandeweghe, Ernie | 191 cm  | 88 kg  | 12-09-1928   | Colgate              |
| G/AP | 10 | Stati Uniti (bandiera) | Zaslofsky, Max    | 188 cm  | 77 kg  | 07-12-1925   | St. John's           |